# Liste der Kulturdenkmäler in Birken-Honigsessen
In der Liste der Kulturdenkmäler in Birken-Honigsessen sind alle Kulturdenkmäler der rheinland-pfälzischen Gemeinde Birken-Honigsessen aufgelistet. Grundlage ist die Denkmalliste des Landes Rheinland-Pfalz (Stand: 4. Mai 2023).

## Einzeldenkmäler
| Bezeichnung                           | Lage                           | Baujahr                           | Beschreibung | Bild                           |
| ------------------------------------- | ------------------------------ | --------------------------------- | --- | ------------------------------ |
| Wohnhaus                              | Eisenhardtstraße 11 Lage       | erste Hälfte des 19. Jahrhunderts | Fachwerkhaus, teilweise massiv und verschiefert, erste Hälfte des 19. Jahrhunderts                                                                            | BW                             |
| Pfarrhaus                             | Hauptstraße 201 Lage           | vor 1899                          | ehemaliges Pfarrhaus; verschiefertes Wohnhaus, teilweise Fachwerk, Anklänge an Schweizerstil, vor 1899                                                        | BW                             |
| Katholische Pfarrkirche St. Elisabeth | Hauptstraße 203 Lage           | 1929/30                           | auch Zeltkirche; quadratischer Bruchsteinbau, 1929/30, Architekt Dominikus Böhm, unter Einbeziehung der Längswand der Kapelle von 1723 und der Apsis von 1884 | weitere Bilder Fotos hochladen |
| Gasthaus                              | Hauptstraße 205 Lage           | um 1800                           | Gasthaus; Fachwerkbau, um 1800 oder aus der ersten Hälfte des 19. Jahrhunderts                                                                                | BW                             |
| Wohnhaus                              | Talstraße 12 Lage              | Mitte des 19. Jahrhunderts        | Fachwerkhaus, Mitte des 19. Jahrhunderts | BW                             |
| Wohnhaus                              | Euelbach, gegenüber Nr. 2 Lage | um 1800                           | stattliches Fachwerkhaus, Krüppelwalmdach, um 1800 | BW                             |
| Wohnhaus                              | Unterbirkholz, Nr. 3 Lage      | spätes 18. Jahrhundert            | Fachwerkhaus, eventuell noch aus dem 18. Jahrhundert | BW                             |